# Raise wa Tanin ga Ī
Raise wa Tanin ga Ī (来世は他人がいい?), también conocida como Mi prometido Yakuza en España, es una serie de manga japonesa escrita e ilustrada por Asuka Konishi. Se serializa en la revista Monthly Afternoon de Kodansha desde agosto de 2017.  Una adaptación de la serie al anime producida por Studio Deen se estrenó el 7 de octubre de 2024.

## Trama
Yoshino Somei es una chica de secundaria que nació y creció en una familia yakuza. Aunque su entorno familiar es único, ella ha pasado sus días tranquila y pacíficamente. Todo esto cambia cuando descubre que su abuelo ha hecho arreglos para que se case con el heredero de otra familia yakuza, Kirishima Miyama.

## Personajes
Yoshino Somei (染井 吉乃 Somei Yoshino?)
 Seiyū: Hitomi Ueda
Kirishima Miyama (深山 霧島 Miyama Kirishima?)
 Seiyū: Akira Ishida
Shōma Toriashi (鳥葦翔真 Toriashi Shōma?)
 Seiyū: Kōji Yusa
Azami Suō (周防薊 Suō Azami?)
 Seiyū: Hiroshi Kamiya
Renji Somei (染井 蓮二 Somei Renji?)
 Seiyū: Yōji Ueda
Gaku Miyama (深山 萼 Miyama Gaku?)
 Seiyū: Kazuya Nakai
Aoi Tachibana (染井 吉乃 Tachibana Aoi?)
 Seiyū: Ryōta Takeuchi
Sota Inamori (深山 霧島 Inamori Sota?)
 Seiyū: Hiroshi Shimozaki
Taketo Hotei (鳥葦 翔真 Hotei Taketo?)
 Seiyū: Katsuyuki Konishi
Tsubaki Akashigata (周防 薊 Akashigata Tsubaki?)
 Seiyū: Reina Ueda

## Contenido de la obra

### Manga
Raise wa Tanin ga Ī está escrito e ilustrado por Asuka Konishi. La serie comenzó en la revista Monthly Afternoon de Kodansha el 25 de agosto de 2017. Kodansha ha recopilado sus capítulos en ocho volúmenes tankōbon hasta la fecha. El primer volumen se publicó el 22 de noviembre de 2017.
En febrero de 2022, Seven Seas Entertainment anunció que había obtenido la licencia del manga para su lanzamiento en inglés en Norteamérica y que el primer volumen se publicaría en noviembre de 2022.
En junio de 2022, Norma Editorial anunció que había obtenido la licencia del manga en España.

#### Lista de volúmenes
| Volúmenes de manga publicados | Volúmenes de manga publicados | Volúmenes de manga publicados                      | Volúmenes de manga publicados | Volúmenes de manga publicados |
| Número                        | Fecha de lanzamiento          | ISBN                                               | Fecha de lanzamiento          | ISBN                          |
| ----------------------------- | ----------------------------- | -------------------------------------------------- | ----------------------------- | ----------------------------- |
| 1                             | 22 de noviembre de 2017       | ISBN 978-4-06-510376-0                             | 8 de diciembre de 2022        | ISBN 978-84-679-5898-0        |
| 2                             | 23 de julio de 2018           | ISBN 978-4-06-511660-9 ISBN 978-4-06-512979-1 (EE) | 3 de marzo de 2023            | ISBN 978-84-679-5899-7        |
| 3                             | 23 de mayo de 2019            | ISBN 978-4-06-514835-8                             | 12 de mayo de 2023            | ISBN 978-84-679-5900-0        |
| 4                             | 23 de junio de 2020           | ISBN 978-4-06-519771-4                             | 7 de julio de 2023            | ISBN 978-84-679-5901-7        |
| 5                             | 21 de mayo de 2021            | ISBN 978-4-06-523330-6                             | 6 de octubre de 2023          | ISBN 978-84-679-5902-4        |
| 6                             | 23 de marzo de 2022           | ISBN 978-4-06-526863-6                             | 1 de marzo de 2024            | ISBN 978-84-679-6366-3        |
| 7                             | 23 de enero de 2023           | ISBN 978-4-06-529919-7                             | 5 de julio de 2024            | ISBN 978-84-679-6367-0        |
| 8                             | 23 de octubre de 2023         | ISBN 978-4-06-533312-9                             | 7 de marzo de 2025            | ISBN 978-84-679-7008-1        |

### Anime
En octubre de 2023, se anunció que la serie recibiría una adaptación al anime. La serie está producida por Studio Deen y dirigida por Toshifumi Kawase, con Rika Takasugi a cargo de la composición de la serie, Itsuko Takeda diseñando los personajes y Hiroaki Tsutsumi y Masato Suzuki componiendo la música. Se estrenó el 7 de octubre de 2024 en Tokyo MX y BS11. El tema de apertura es «UNDER and OVER», interpretado por The Oral Cigarettes, mientras que el tema de cierre es «Nani Wararotonnen» (なに笑ろとんねん?), interpretado por Somei Yoshino. Crunchyroll obtuvo la licencia de la serie fuera de Asia. Plus Media Networks Asia obtuvo la licencia de la serie en el sudeste asiático y la transmitirá en Aniplus Asia.

## Recepción
Raise wa Tanin ga Ī ganó el cuarto premio Next Manga en la categoría de impresión en 2018. Junto a Gokushufudō, ocupó el octavo lugar de las 20 mejores series de manga para lectores masculinos en el ranking de 2019 de Kono Manga ga Sugoi! de Takarajimasha. La serie ocupó el undécimo lugar entre los "Cómics recomendados por los empleados de librerías nacionales de 2018" según el sitio web de Honya Club. La serie ocupó el puesto 48 en la lista de "Libro del año" de 2020 de la revista Da Vinci. El manga fue nominado al 46.º Premio de Manga Kōdansha en la categoría general en 2022.